# Arc d'Octave
L'arc d'Octave (en latin : Arcus Octavii) est un arc de triomphe romain situé sur le Palatin et construit à la fin du Ier siècle av. J.-C.

## Localisation
L'arc fait partie du sanctuaire dédié à Apollon qui jouxte la résidence d'Auguste sur le Palatin. Il constitue l'une des entrées de l'Area Apollinis, sur le côté sud, tournée vers la vallée de la Murcia.

## Histoire
L'arc est construit en même temps que le reste du sanctuaire, vers 28 av. J.-C. Selon Pline l'Ancien, Auguste honore ainsi son père Caius Octavius,.

## Description
L'arc est décoré de statues d'Apollon et d'Artémis du sculpteur grec Lysias. Il supporte un édicule orné de colonnes et abritant une statue, dédié à Caius Octavius. Cette configuration semble être unique à Rome.

## voir aussi